# Riesenstein (Heiligenberg)

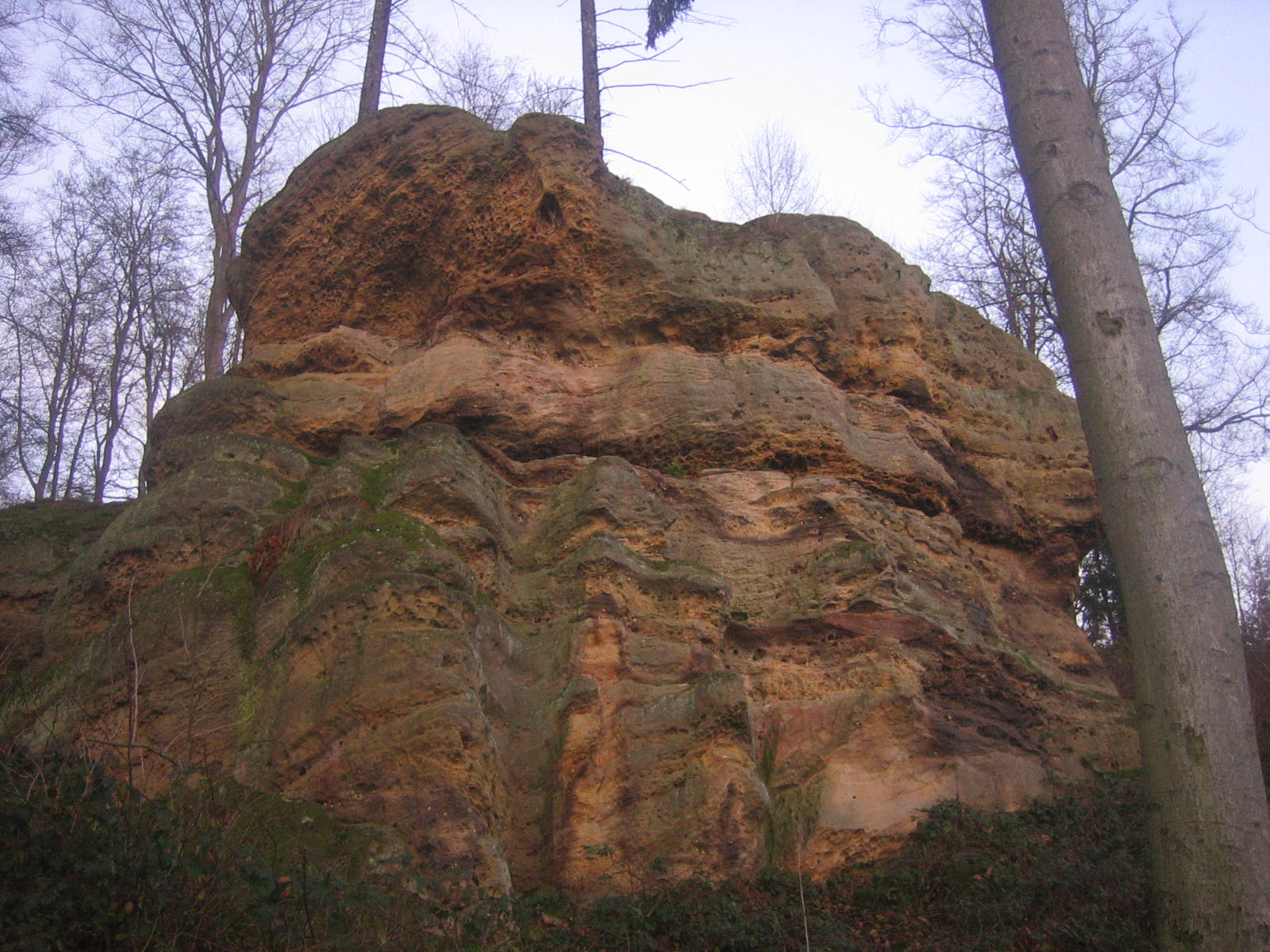
Riesenstein vom Heiligenberg

Der Riesenstein vom Heiligenberg, auch Riesenstein von Heimarshausen genannt, ist ein wuchtiger Sandsteinfels in der Gemarkung von Heimarshausen im nordhessischen Landkreis Kassel. Der Fels ist rund neun Meter hoch, weiß-rot, von Quarzadern durchzogen und durch Verwitterungseinflüsse stark gespalten und zerklüftet.
Der Riesenstein und seine nähere Umgebung ist als Naturdenkmal (6.33.528) geschützt (vgl. Liste der Naturdenkmale in Naumburg (Hessen)).

## Geographische Lage
Der Riesenstein befindet sich im Südwestteil des Naturparks Habichtswald rund 1,5 km nördlich von Heimarshausen, einem südsüdöstlichen Stadtteil von Naumburg. Er liegt auf der plateauartigen Kuppe des Ziegenrücks (318,2 m ü. NN), dem Südostausläufer des im „Alten Wald“ gelegenen Heiligenbergs (380 m ü. NN).

## Geschichte
Im Hauptfelsen befindet sich eine schalenartige geomantische Mulde mit Abfluss. Stark verwitterte Felsritzzeichnungen von Tieren befinden sich nahe der Mulde. In der Spalte am Kopf des Steines sieht man am 21. Dezember zur Sonnenwende die Sonne aufgehen.
Archäologische Funde (Stein- und Knochenartefakte, Faustkeile, Gefäßkeramik und Spinnwirtel) aus einer Ausgrabung von 1998 und 1999 legen eine wiederholte Nutzung als Rast- und Lagerplatz vom Mesolithikum bis in die Neuzeit nahe. Zudem sind am südöstlichen Hang zwei ringwallähnliche Abschnittswälle (155 m und 95 m lang) nachgewiesen. Dessen Erforschung steht noch aus. Ein weiterer befindet sich nur 750 m weiter nordwestlich am Heiligenberg und ist knapp 290 m lang.
Im 19. Jahrhundert wurde eine hölzerne Brücke am Riesenstein angelegt, von der nur noch die Einlassungen der Trägerbalken im Sandstein des Riesensteins und des Heiligenbergs bzw. des Ziegenrücks sichtbar sind.
Zudem wurde ein kleiner nicht betretbarer Sandsteinraum in unmittelbarer Nähe des Riesensteins eingelassen.
Literarisch wurde der Riesenstein im Gedicht über den Riesenstein des Heimatdichters Georg Leithäuser behandelt.

## Sage
Der Riese Goliath schleuderte den Riesenstein, um die Weidelsburg (bei Wolfhagen-Ippinghausen) zu zerstören. Der Stein rutschte ihm vom kleinen Finger ab und verfehlte sein Ziel, und der Riese vergoss daraufhin blutige Tränen, weil ihm sein Ruf als Burgbezwinger verloren gegangen war. Er setzte sich auf den Riesenstein, vergaß aus Kummer zu essen und zu trinken, und verstarb daraufhin. Noch heute sieht man die Vertiefung, wo der Riese nach seinem Fehlwurf saß.